# Vassilis Georgiadis
Vassilis Georgiadis (grec modern : Βασίλης Γεωργιάδης) va ser un director de cinema grec nascut el 12 d'agost de 1921 a les costes dels Dardanels a Àsia Menor i morta el 30 d'abril de 2000.

## Biografia
Després d'estudiar ciències polítiques i cinema, va ser contractat per Finos Film com a ajudant de direcció i després director a partir de 1956.
Va fer una vintena de pel·lícules abans de passar a la televisió a mitjans dels anys setanta Les seves pel·lícules Ta Kokkina fanaria (1963) i To homa vaftike kokkino (1966) foren nominades a l'Oscar a la millor pel·lícula de parla no anglesa.
També va fer pel·lícules per a televisió, com una aclamada per la crítica "Crist recrucificat". Va ser president del Centre de Cinema Grec.

## Filmografia selecta
- Aces of the Stadiums (1956)
- Diakopes stin Kolopetinitsa (1959)
- Periplanomenos Ioudaios (1959)
- Krystallo (1959)
- Flogera kai Aima (1961)
- Min Erotevesai to Savvato (1962)
- Orgi (1962)
- I Katara tis Manas (1962)
- Ta Kokkina fanaria (1963)
- Gamos Ala Ellinika (1964)
- To homa vaftike kokkino (1966)
- I Evdomi Mera tis Dimiourgias (1966)
- Korítsia ston Ilio (1968)
- Rantevou me mia agnosti (1968)
- Agapi gia Panta (1969)
- O Mplofatzis (1969)
- Sti mahi tis Kritis (1970)
- Ekeino to kalokairi (1971)
- Synomosia sti Mesogeio (1975)